# Tångsnärtefiskar
Tångsnärtefiskar (Stichaeidae) är en familj i underordningen tånglakelika fiskar (Zoarcoidei). Kallas även taggryggade fiskar. Enligt Catalogue of Life omfattar familjen Stichaeidae 80 arter som huvudsakligen lever i norra Stilla havet men även i Atlanten.
Dessa fiskar är smärta, lever på havsbotten och når beroende på art en längd av 4,5 till 70 centimeter. Bukfenorna är jämförelsevis små. Över ögonen finns hudsvulster.
Det vetenskapliga namnet bildas av det grekiska ordet stychos (i en rad, i en linje).

## Dottertaxa till taggryggade fiskar, i alfabetisk ordning[2][4]
- Acantholumpenus
- Alectrias
- Alectridium
- Anisarchus
- Anoplarchus
- Askoldia
- Azygopterus
- Bryozoichthys
- Cebidichthys
- Chirolophis
- Dictyosoma
- Ernogrammus
- Esselenichthys
- Eulophias
- Eumesogrammus
- Gymnoclinus
- Kasatkia
- Leptoclinus
- Leptostichaeus
- Lumpenella
- Lumpenopsis
- Lumpenus
- Neolumpenus
- Neozoarces
- Opisthocentrus
- Pholidapus
- Phytichthys
- Plagiogrammus
- Plectobranchus
- Poroclinus
- Pseudalectrias
- Soldatovia
- Stichaeopsis
- Stichaeus
- Ulvaria
- Xenolumpenus
- Xiphister
- Zoarchias